# Luxemburgo nos Jogos Olímpicos de Verão de 1964
Luxemburgo participou dos Jogos Olímpicos de Verão de 1964 na cidade de Tóquio, no Japão. Nesta edição o país não teve medalhistas.